# Germania ai Giochi della XXV Olimpiade
La Germania partecipò ai Giochi della XXV Olimpiade, svoltisi a Barcellona, Spagna, dal 25 luglio al 9 agosto 1992, con una delegazione di 463 atleti impegnati in ventisei discipline.

## Risultati

### Pallanuoto
| Atleta | Classifica |                     |
| --- | --- | ------------------- |
| V · D · M Nazionale maschile tedesca di pallanuoto · Giochi olimpici - Barcellona 1992 1 Borgmann · 2 T. Dresel · 3 Otto · 4 Kusch · 5 Röhle · 6 J. Dresel · 7 de la Peña · 8 Sterzik · 9 Stamm · 10 Reimann · 11 Theissmann · 12 Bukowski · 13 Reibel · CT : Karl-Heinz Scholten | 7° |                     |
| Nazionale maschile tedesca di pallanuoto · Giochi olimpici - Barcellona 1992 | |                     |
| 1 Borgmann · 2 T. Dresel · 3 Otto · 4 Kusch · 5 Röhle · 6 J. Dresel · 7 de la Peña · 8 Sterzik · 9 Stamm · 10 Reimann · 11 Theissmann · 12 Bukowski · 13 Reibel · CT: Karl-Heinz Scholten                                                                                         | 1 Borgmann · 2 T. Dresel · 3 Otto · 4 Kusch · 5 Röhle · 6 J. Dresel · 7 de la Peña · 8 Sterzik · 9 Stamm · 10 Reimann · 11 Theissmann · 12 Bukowski · 13 Reibel · CT: Karl-Heinz Scholten | Germania (bandiera) |